# Poel
Pour les articles homonymes, voir Poel (homonymie).
L'île de Poel (en allemand : Insel Poel) est une île allemande en mer Baltique dans le Land de Mecklembourg-Poméranie-Occidentale d'environ 36 km2 et 2 485 habitants en 2018. Elle est située en face de la ville de Wismar et appartient comme commune à l'arrondissement du Mecklembourg-du-Nord-Ouest (Landkreis Nordwestmecklenburg).